# Franz Wagner (football)
Pour les articles homonymes, voir Franz Wagner et Wagner.
Franz Wagner (né le 23 septembre 1911 à Vienne en Autriche-Hongrie et mort le 8 décembre 1974) fut un joueur international de football et un entraîneur autrichien qui évoluait au milieu de terrain.

## Biographie
Il commence sa carrière au Cricket Vienna avant de partir pour le Rapid de Vienne de 1931 à 1949, sauf de 1943 à 1949 où il évolue au LSV Markersdorf.
En international, il joue 18 fois avec l'équipe d'Autriche de 1933 à 1936 et participe à la coupe du monde 1934 en Italie. Après l'annexion de son pays par Adolf Hitler, il joue 3 fois avec l'équipe d'Allemagne entre 1938 et 1942 et participe à la coupe du monde 1938 en France.